# ذا نويز
ذا نويز (الضوضاء) هم مجموعة بورتوريكية سابقة من الدي جي و مغنين الراب والمنتجين الذين قدموا عروضهم في نادٍ يحمل نفس الاسم في سان خوان ، بورتوريكو .  تضمنت العديد من الفنانين البورتوريكيين ، الذين سيجد بعضهم لاحقًا نجاحًا منفردًا ، بما في ذلك بيبي راستا و غرينغو و بيبي رانكس و دي جي ديفيد و دي جي نيغرو و دي جي نيلسون ودون تشيزينا وإيفي كوين و لاس غواناباناس و بوينت بريكيرز و تريبول كلان و توني تاتش ، من بين أخرين. 